# Château de la Vallée

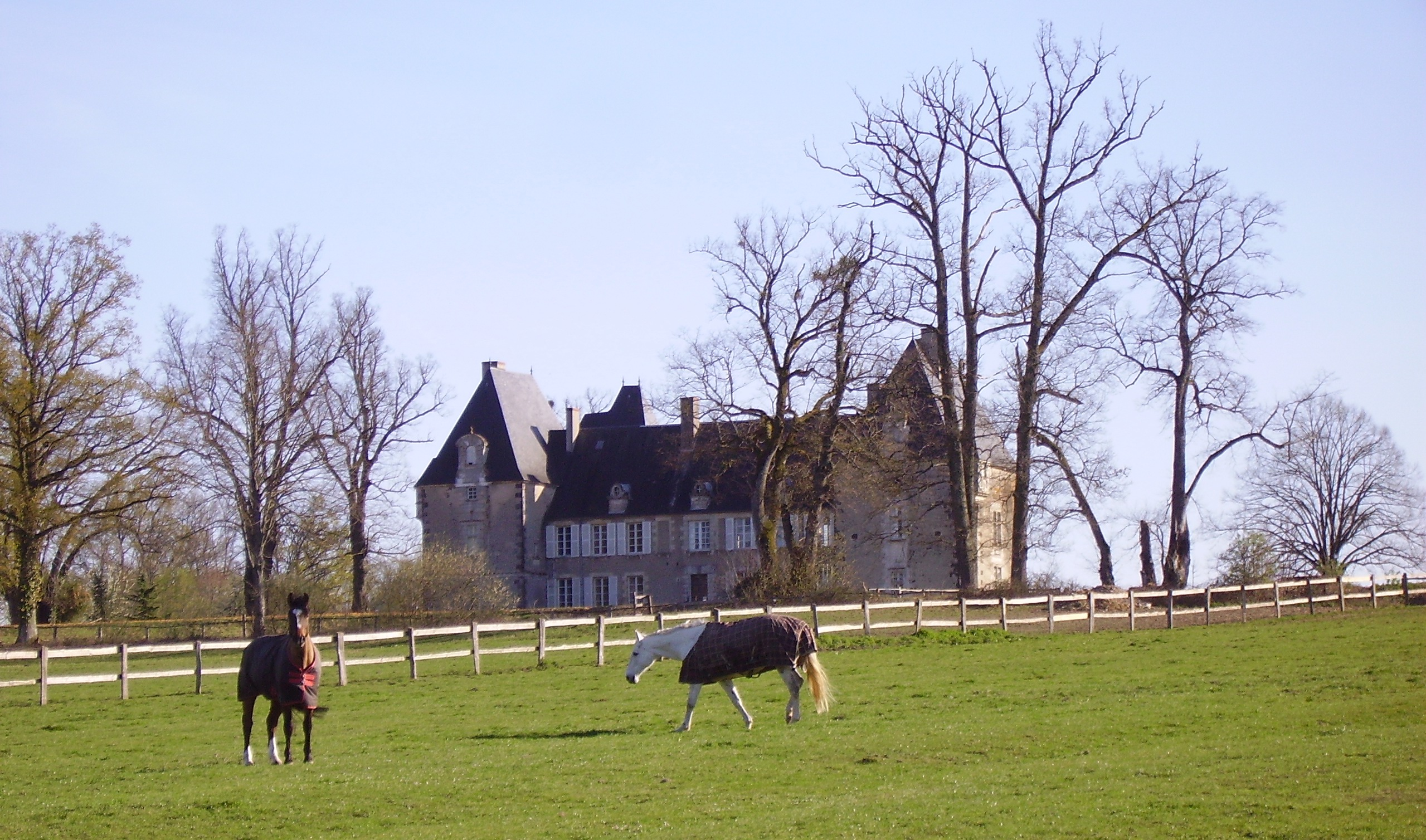
Château de la Vallée, côté nord.

Le château de la Vallée est un édifice situé à Assigny, en France.

## Localisation
Le château  est situé sur le territoire de la commune d'Assigny, dans le département du Cher en région Centre-Val de Loire.

## Description
Le château de la Vallée se compose d'un grand corps de logis flanqué de deux ailes. L'aile gauche forme un pavillon massif agrémenté d'une bretèche en encorbellement. Le corps central est à deux étages régulièrement percés et surmontés de lucarnes. À l'angle du corps de logis et de l'aile droite, une tour massive circulaire se termine par un étage carré. L'aile gauche présente une bretèche semblable à celle du grand pavillon. Les communs comprennent des écuries et un pigeonnier.

## Historique
Le château de la Vallée a été construit pour Pierre du Houssay, conseiller du roi au parlement de Bretagne et maître des requêtes, acquéreur de la seigneurie de la Vallée en 1582[réf. souhaitée]. Il fut la résidence privée de la famille de Loynes de Fumichon.
Le château est inscrit partiellement (éléments protégés : façades et toitures du château ainsi que celles des communs, y compris le pigeonnier) à l'inventaire des monuments historiques par arrêté du 18 octobre 1971.

## Dans la littérature
Ce château est l'un de ceux qui ont pu inspirer le « domaine mystérieux » du Grand Meaulnes, le roman d'Alain-Fournier,.

## Activité et accueil dans les communs du domaine
Un centre équestre et des gîtes de groupe sont aménagés dans une ferme fortifiée des communs du château,.